# Comuna de Koczała
Koczała (polaco: Gmina Koczała) é uma gminy (comuna) na Polónia, na voivodia de Pomerânia e no condado de Człuchowski. A sede do condado é a cidade de Koczała.
De acordo com os censos de 2004, a comuna tem 3505 habitantes, com uma densidade 15,8 hab/km².

## Área
Estende-se por uma área de 222,41 km², incluindo:
- área agricola: 26%
- área florestal: 67%

## Demografia
Dados de 30 de Junho 2004:
|                      | Total   | Total | Mulheres | Mulheres | Homens  | Homens |
| -------------------- | ------- | ----- | -------- | -------- | ------- | ------ |
|                      | pessoas | %     | pessoas  | %        | pessoas | %      |
| População            | 3505    | 100   | 1799     | 51,3     | 1706    | 48,7   |
| Densidade (pop./km²) | 15,8    | 100   | 8,1      | 8,1      | 7,7     | 7,7    |

De acordo com dados de 2002, o rendimento médio per capita ascendia a 1582,46 zł.

## Comunas vizinhas
- Biały Bór, Lipnica, Miastko, Przechlewo, Rzeczenica